# Синицын, Василий Никитович
Василий Никитович Синицын — советский хозяйственный, государственный и политический деятель.

## Биография
Родился в 1915 году в Ленинске. Член КПСС.
Участник Великой Отечественной войны: инструктор, секретарь политотдела 65-й Волховской танковой бригады
В 1955—1956 — секретарь Витебского областного комитета КП Белоруссии.
В 1959—1963 — 1-й секретарь Витебского городского комитета КП Белоруссии.
В 1963—1964 — председатель Исполнительного комитета Витебского промышленного областного Совета.
В 1965—1971 — 1-й секретарь Витебского городского комитета КП Белоруссии.
С 1971 — персональный пенсионер союзного значения.
Депутат Верховного Совета Белорусской ССР 5-8-го созывов. Делегат XXII, XXIII и XXIV съездов КПСС.
Умер до 1985 года в Витебске.

## Награды
- Орден Ленина (25.08.1971)[4]
- Орден Трудового Красного Знамени (1966)
- Орден Красной Звезды (18.08.1944)